# Ferrovia Gallarate-Laveno
La ferrovia Gallarate-Laveno è una linea ferroviaria italiana di proprietà statale che collega Gallarate a Laveno e alla linea per il San Gottardo.
È gestita da Rete Ferroviaria Italiana (RFI) che la qualifica come linea di tipo fondamentale. La linea ferroviaria è a binario singolo ed è elettrificata a 3000 V a corrente continua.
Il 5 luglio 2020 è stato inaugurato il trasporto passeggeri con il primo treno della serie Donizetti abilitato per il trasporto passeggeri da Milano Porta Garibaldi e che ferma a Rho Fiera, Legnano, Gallarate, Laveno-Mombello e Luino andando progressivamente a sostituire le ALe 582 che verranno accantonate.

## Storia

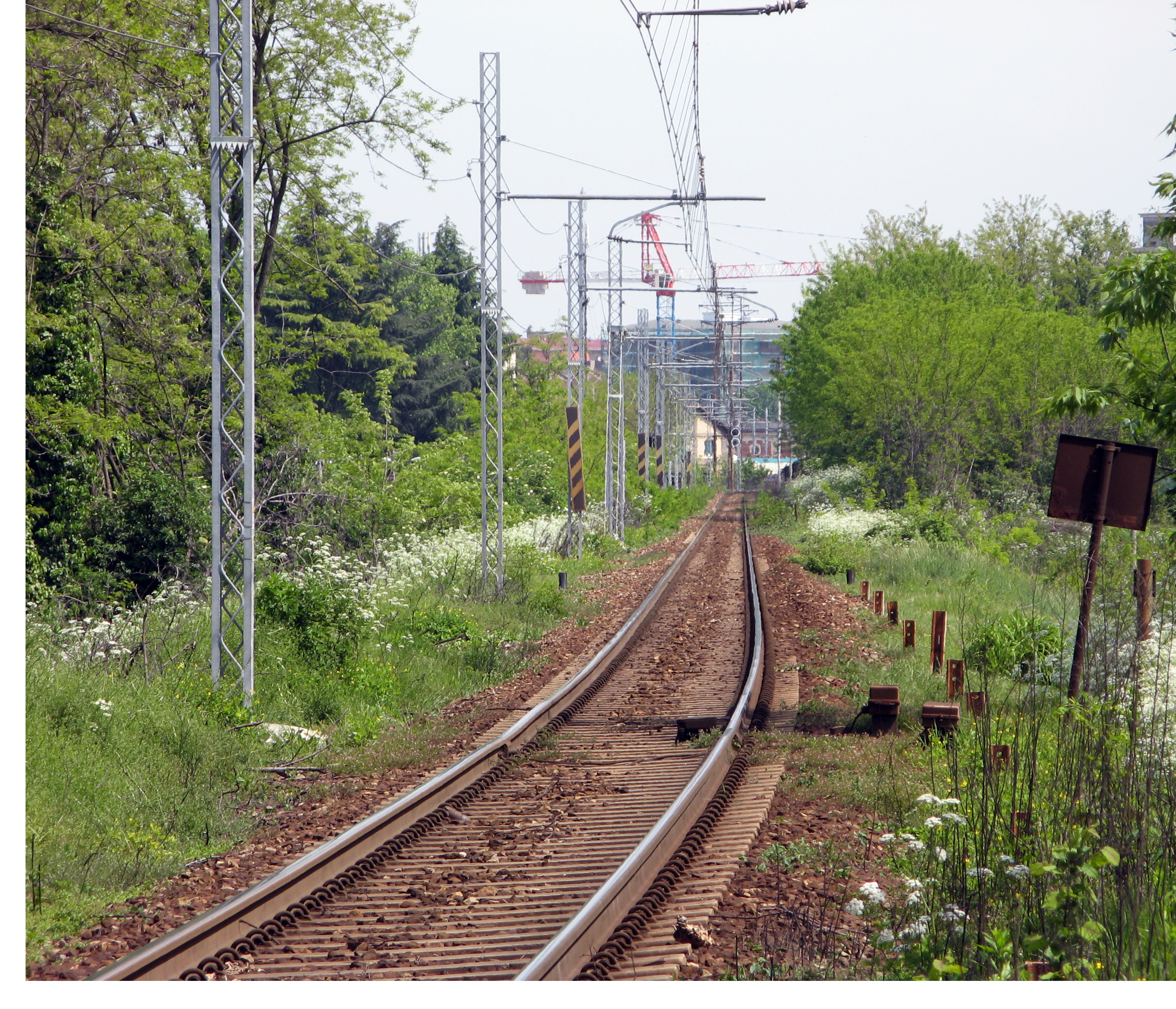
La linea Gallarate-Laveno a poche centinaia di metri dalla stazione di Gallarate

La Legge 29 luglio 1879, n. 5002, voluta dai governi della Sinistra Storica allo scopo di finanziare una rete di ferrovie complementari, prevedeva che una linea si staccasse da Gallarate per congiungersi alla Novara-Pino ad un'altezza superiore alla città di Sesto Calende. La ferrovia sarebbe rientrata in quelle di terza categoria e quindi finanziata dagli enti locali per una misura del 20% delle spese complessive.
La scelta del luogo presso il quale allacciare le due linee fu posto presso lo scalo di Laveno-Mombello.
La linea fu attivata il 17 marzo 1884.
Il 1º giugno 1959 venne attivata la trazione elettrica a corrente continua alla tensione di 3 kV. L'elettrificazione della linea venne decisa da una convenzione italo-elvetica per il potenziamento delle linee internazionali stipulata nel 1955.

## Caratteristiche
La linea ferroviaria è a singolo binario a scartamento ordinario da 1.435 mm ed è alimentata in corrente continua a 3 kV. 
L'esercizio è affidato al Dirigente Centrale Operativo con sede presso la stazione di Laveno-Mombello.

## Percorso
| Continuation backward |

| Station on track |

| Unknown route-map component "CONTgq" | Unknown route-map component "ABZglr" | Unknown route-map component "CONTfq" |

| Unknown route-map component "SKRZ-Au" |

| Unknown route-map component "eHST" |

| Unknown route-map component "HSTeBHF" |

| Station on track |

| Unknown route-map component "tSTRa" |

| Unknown route-map component "tSTRe" |

| Station on track |

| Stop on track |

| Unknown route-map component "uexCONTgq" | Unknown route-map component "emKRZo" | Unknown route-map component "uexCONTfq" |

| Station on track |

| Small bridge over water |

| Small bridge over water |

| Stop on track |

|  | Unknown route-map component "v-STR" | Unknown route-map component "vSTR+l-" | Unknown route-map component "dCONTfq" |

| Unknown route-map component "d" | Unknown route-map component "tvSTRa@g" |

| Unknown route-map component "d" | Unknown route-map component "tvSTRe@f" |

| Unknown route-map component "d" | Unknown route-map component "vSHI2g+l-" |

| Station on track |

| Unknown route-map component "kABZg2" |

| Unknown route-map component "d" | Unknown route-map component "CONTgq" | Unknown route-map component "KRZo+k1" | Unknown route-map component "kABZq+4" | Unknown route-map component "dCONTfq" |

| Continuation forward |

## Traffico
La linea è percorsa dai treni della linea S30 della rete celere del Canton Ticino, eserciti da TiLo e cadenzati a frequenza bioraria.
A questi treni sono intercalati i treni regionali Luino-Gallarate eserciti da Trenord, anch'essi a frequenza bioraria, così da ottenere la frequenza complessiva di un treno ogni ora.